# Quartiere di Castries
Il quartiere di Castries è uno degli 11 quartieri in cui è divisa l'isola di Saint Lucia.